# William Fox Talbot
William Henry Fox Talbot (11. února 1800, Melbury, Dorset, Velká Británie – 17. září 1877 Lacock Abbey, Wiltshire, Velká Británie) byl britský vynálezce, fotograf, lingvista, matematik a vynálezce fotografické techniky kalotypie (také zvané talbotypie), zabýval se také optikou. Byl členem britské vyšší třídy, dobře vzdělaný a úspěšný v různých oblastech přírodních a humanitních věd.
Své největší úspěchy trvalé hodnoty dosáhl v oblasti fotografie – vyvinul princip negativ – pozitiv, který umožňuje vícenásobné reprodukce fotografického obrazu z jednoho originálu. Tento princip se stal základem všech významných fotografických procesů zhruba od roku 1860 na více než 130 let. Před Talbotovým objevem dominoval proces daguerrotypie a po Talbotově principu přišla po roce 1990 na řadu digitální fotografie. Je považován za jednoho z otců fotografie, spolu s Nicéphorem Niepcem, Louisem Daguerrem, Hippolytem Bayardem a Hérculem Florencem.

## Životopis

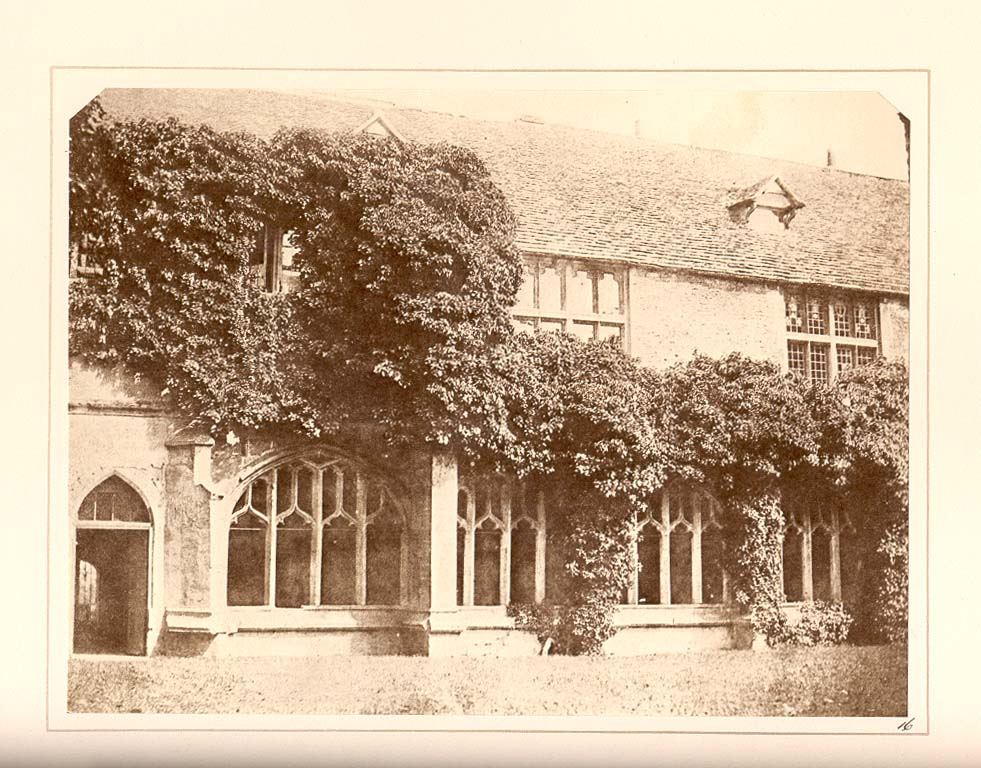
Sídlo v Lacock Abbey na desce číslo 16, Tužka přírody, 1844

William Henry Fox Talbot byl jediným dítětem Williama Davenporta Talbota v Lacock Abbey – majestátním sídle na východ od Bathu. Jeho matka byla Elisabeth Theresa, dcera druhého hraběte z Ilchesteru. Bylo mu teprve pět měsíců, když jeho otec zemřel a zanechal po sobě vysoké dluhy. Po jeho smrti musel malý Talbot se svou matkou žít několik let ve velmi skromných podmínkách až do roku 1804, kdy si lady Elizabeth vzala pozdějšího kontradmirála Charlese Feildinga. Finanční situace se náhle zlepšila a bylo možné obnovit opatství Lacock Abbey a využívat jako rezidenci. K mladému Talbotovi přibyly ještě dvě nevlastní sestry. Spolu vyrůstali v bohatém a vlivném prostředí. Jeho matka disponovala díky svému původu a prostřednictvím rozsáhlých sociálních vazeb dobrými kontakty – strýc byl kariérní diplomat, nevlastní sestra dvorní dáma u britské královské rodiny, bratranec byl pokládán za „nejbohatšího prostého“ na celém britském ostrově.
Rodina pak podnikala obvyklé vzdělávací zájezdy po evropském kontinentu, při kterých Talbot získával cenné osobní kontakty, ale byly také prvním impulsem pro jeho pozdější práci v oblasti fotografie. Zatímco ostatní členové skupiny si v Itálii pořizovali skici památek, Talbot stále nebyl s výsledky na papíru spokojen, přestože jako pomůcku pro kreslení používal cameru obscuru. Později sám zmiňoval, že již tehdy zatoužil po tom zaznamenat nenapodobitelné krásy obrazů, které Příroda vykreslí, a které se objeví v ohnisku skleněné čočky na papíře....
Ve svých jedenácti letech byl přijat na renomovanou školu v Harrow, po které studoval matematiku na univerzitě Trinity College v Cambridge. Svou první vědeckou práci s názvem „O vlastnostech křivek odvozených od equilaterální hyperbooly“ publikoval ve svých 22 letech.
Talbot se v roce 1824 setkal v Mnichově s britský astronomem Johnem Herschelem. Tato schůzka položila základ přátelství a spolupráce, které pravděpodobně přispělo k tomu, že se Talbot začal významně věnovat výzkumu světla a optických jevů. Herschel jej v roce 1826 seznámil s doktorem Davidem Brewsterem, významným skotským fyzikem, který také prováděl výzkum světla. Brewster se začal o Talbotovu práci velmi zajímat, publikoval jeho články ve svém vědeckém časopise a zůstali doživotními přáteli.
Dne 20. prosince 1832 se Talbot oženil s Konstancií Mundy z Derbyshire. Téměř současně byl zvolen kandidátem reformní strany Whigů do parlamentu. Jako politik nijak významně pozornost nevzbudil, setkání sněmu pravidelně navštěvoval, ale jen málokdy si vzal slovo.
Za svého života si Talbot až do poslední chvíle dopisoval s více než 1100 vědci, politiky a jednotlivci – dochovalo se 8000 dopisů, které byly adresované jemu do vlastních rukou a 2000 dopisů psaných jeho rukou. Když mu bylo osm let, nutil svého nevlastního otce, že „maminka a všichni ti, kterým píšu, jsou povinni mé dopisy zachovávat, a ne je pálit“.
Zemřel po dlouhé nemoci dne 17. září 1877 ve své pracovně v Lacock Abbey a byl pochován v Lacocku.

### Historie rodu Talbotů
John Ivory Talbot (1687–1772) z Lacock Abbey Wiltshire, si vzal ctihodnou Mary Manselovou (1696–1735) dceru Thomase, 1. lorda Mansela z Margamu, Glamorgan. Měli spolu tři děti: Johna, Thomase a Marthu Talbotovy.
- John (1717–1778) dědic Lacock, vzal si Elizabeth Stoneovou v roce 1742, ale neměli žádného potomka.

- Thomas (1719–1758) dědic Margama a Penrice, si vzal Jane Beach 1726–1768 dceru Thomase Beache (1684–1753) z Netheravonu a Keevilu. Jejich syn Thomas Mansel Talbot (1747–1813) se oženil v roce 1794 s Mary Lucy Fox Strangwaysovou, druhou dcerou Henryho Thomase Foxe Strangwayse, 2. hrabě z Ilchesteru. Z tohoto svazku přišla linie Mansela Talbota a velká rodina; Christopher "Kit" Rice Mansel Talbot a jeho šest sester, z nichž jedna si vzala Johna Dillwyna Llewelyna.

- Martha (? –1790) si vzala Williama Davenporta (1725–1781) a jejich syn William Davenport Talbot (1763–1800), zdědil roku 1772 Lacock po svém strýci Johnovi, a v roce 1776 si vzal Elizabethu Theresu Fox Strangwaysovou, sestru Marie Lucy, a první dceru 2. hraběte z Ilchesteru. Spolu měli jednoho syna Henryho Foxe Talbota.

- William Beach (1719–1790) syn Thomase Beache a bratr Jane Beachové, si vzal Annu Witherovou (1718–1788) z Hall Place (později Oakley Hall), Oakley v Hampshire.[9] Jejich dcera Henrietta Maria Beachová (1760–1837) si vzala Michaela Hickse (1760–1830) a po smrti jejího otce v roce 1790 vytvořila rodinnou linii Hicks Beach. Byli to rodiče fotografky Jane Marthy St. Johnové, rozené Hicks Beachové. [10]

## Dílo

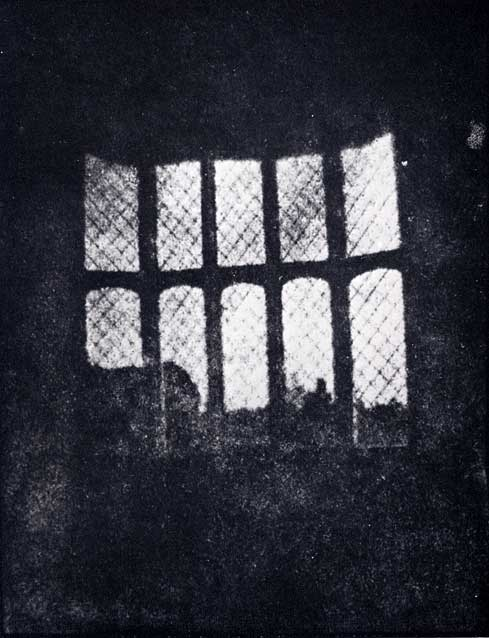
Arkýřové okno v Lacock Abbey – nejstarší negativ na světě, který pořídil William Fox Talbot v srpnu roku 1835, sbírka National Media Museum

Pro své pokusy používal papír nasycený dusičnanem stříbrným a chloridem sodným. Všiml si, že v místech, kde chlorid sodný převažoval papír, po osvícení nezčernal. Opačně se choval dusičnan stříbrný, s pomocí kterého dokázal po hodinové expozici v kameře obskuře získat negativní obraz. Jako ustalovač použil ověřený chlorid sodný.
V srpnu 1835 se mu podařilo zhotovit první negativ na světě metodou, kterou pojmenoval fotogenická kresba. Je na ní zobrazeno okno jeho rezidence, snímek má název Arkýřové okno v Lacock Abbey.
Položil základy fotogramu, když pořizoval siluety listů rostlin nebo krajky.
Talbot prováděl v červenci 1850 jako první na světě pokusy s fotografickým bleskem. Použil k tomu nejspíše statickou elektřinu, nashromážděnou v leydenských lahvích. Jako fotografovaný objekt mu sloužila stránka novin Times, připevněná na rychle se otáčejícím kole, ale podle svých představ neuspěl. O svém pokusu řekl:
„Je v našich silách zachytit obraz pohybujícího se objektu, pokud budeme schopni osvítit jej náhlým elektrickým výbojem.“
Talbot jako první na světě navrhl přenosný fotoaparát, položil základy světelné sazby a fotografování s bleskem. Je také autorem knižního díla Tužka přírody a Sluneční obrazy Skotska. Je pravděpodobně autorem první fotografie lodi – v dubnu 1844 vyfotografoval dopravní loď SS Great Britain vystrojenou v Londýnském přístavu.
Mezi jeho nejbližší přátele a spolupracovníky patří Nicolaas Henneman a Antoine Claudet. Některé fotografie, které byly dříve přiděleny Talbotovi, byly později připsány Claudovi.
Jeho fotografie jsou také součástí sbírky Fotografis, která byla představena na začátku roku 2009 v Praze.

### Soutěž s Daguerrem

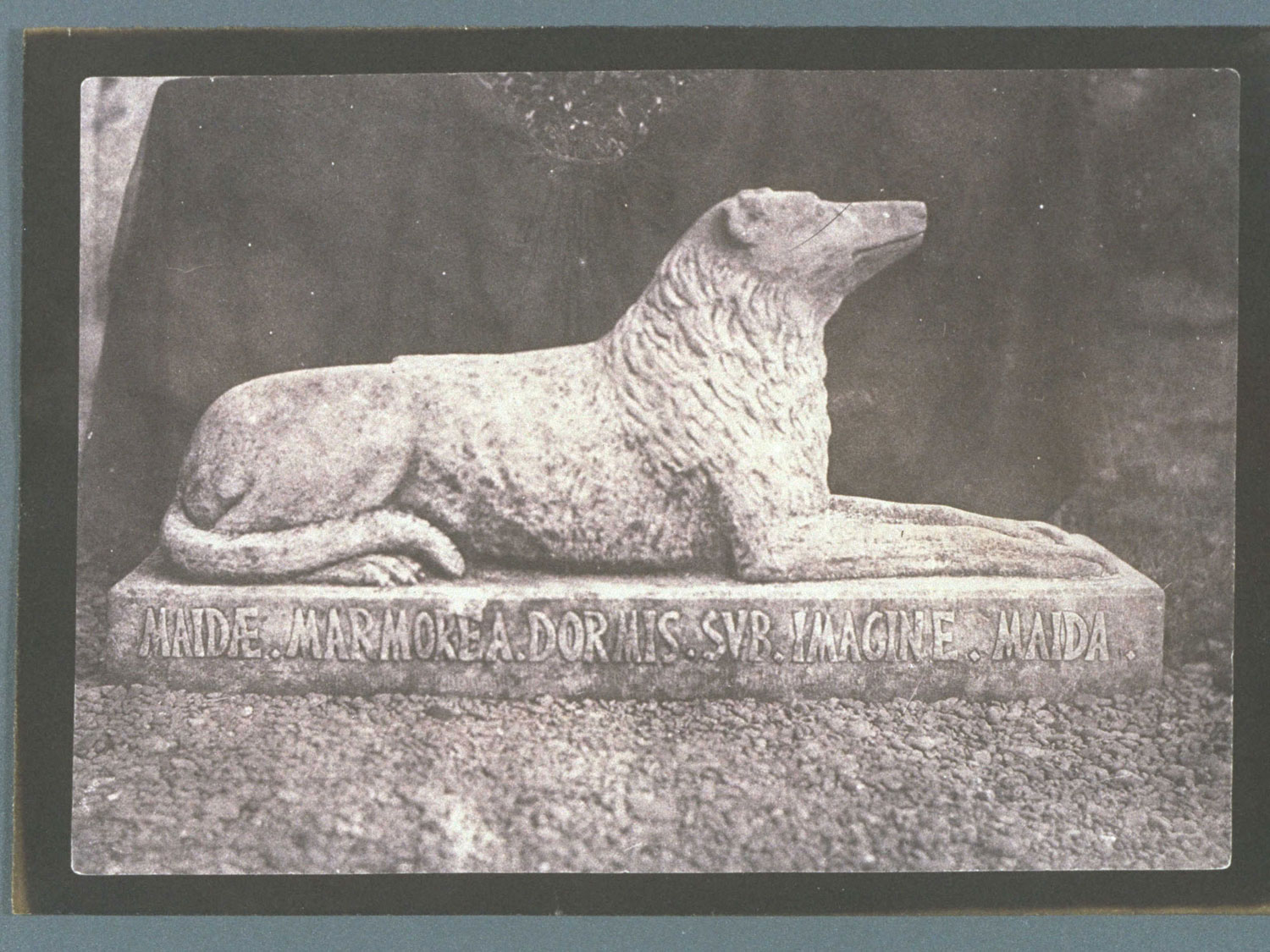
Maida – nejoblíbenější pes sira Waltera Scotta z knihy Sun Pictures in Scotland, 1845, sbírka National Media Museum

Práce na procesu kalotypie probíhala ve stejné době, kdy ve Francii vyvíjel Louis Daguerre daguerrotypii. Oba muži věděli, že pracují na procesu, který měl být ve světě umění převratný.
Když se Talbot 7. ledna 1839 dozvěděl, že Daguerre ohlásil ve své zemi vynález daguerrotypie, byl přesvědčen, že se musí jednat o podobný vynález jako ten jeho. Hned 20. ledna napsal Jeanovi Aragovi a Jean-Baptistu Biotovi a uplatňoval prioritu svých výzkumů. Biot mu odpověděl, že Daguerre na svém vynálezu pracoval již 14 let, než došel k výsledkům, „které si pro svou perfektnost a jemnost vynutily obdiv všech umělců“. Talbot se rozhodl okamžitě zveřejnit svůj vynález ve Velké Británii – dne 25. ledna 1839 jeho vynález oznámil na zasedání Královské společnosti Michael Faraday. Fotogenickou kresbu neustále vylepšoval zcitlivováním papíru dusičnanem stříbrným a kyselinou gallovou – potřebnou dobu expozice zkrátil na dvě až tři minuty. Finální patent na metodu kalotypie mu byl přiznán v roce 1841.
Dne 22. ledna 1839 se o Daguerrově práci doslechl Angličan John Herschel a bez znalosti dalších podrobností byl již za několik dní schopen vytvářet vlastní fotografie. Asi za deset dní poté Herschela navštívil Fox Talbot, aby se dozvěděl více o ustalování fotografií. Herschel objevil schopnost sirnatanu sodného rozpouštět halogenidy stříbra, ale informoval o tom také Daguerra. Ten tohoto objevu využil pro lepší zafixování svých fotografií, které doposud ustaloval pouze roztokem kuchyňské soli.
Daguerre si nechal 12. srpna 1839 registrovat patent v Británii, aby tam svůj vlastní vynález ochránil (že vynález bude Free to the World – celosvětově volně k užití prohlásila Francie týden před tím!), což vývoj fotografie v této zemi značně zpomalilo. Velká Británie měla být jediným státem, ve kterém měl patent platit. V Anglii ji mohl volně používat pouze Daguerrův student, Francouz Antoine Claudet.
Daguerre po svém vynálezu již vydělávat peníze na živobytí nemusel, protože dostával penzi od francouzské vlády. Fox Talbot do svého procesu kalotypie investoval značné množství peněz (přibližně 5000 liber v tehdejší měně; roku 1830 - cca 17 miliónů Kč v roce 2024) a pro britské fotografy, kteří ji používali místo daguerrotypie, licencoval proces zdarma. Kalotypie je charakteristická velkým kontrastem, ostrým obrazem a papírovými negativy. Ve 40. letech 19. století kalotypie definitivně nahradila originální daguerrotypii.

### Talbot vs. Laroche
Talbotův proces se zpočátku nerozšířil jako daguerrotypie také proto, že Talbot reguloval jeho užívání přísnými pravidly a požadoval za práva na jeho použití poměrně vysoké částky. Talbot se také stal terčem útoků v tisku. V roce 1854 Martin Laroche úmyslně podnítil konflikt s Talbotem. Laroche měl podporu bohatých příznivců fotografie, neboť ti viděli jeho patent jako překážku ve svém fotografickém konání. Zaplatil inzeráty, že Talbot používá Archerův kolodiový proces, který sám Talbot označoval za porušení svého vlastního patentu. Existuje několik tvrzení, že Laroche také spolupracoval s Archerem na jeho vývoji. Jiní se domnívají, že oba byli seznámeni společným přítelem a fotografem Williamem Peircem. Laroche měl podporu bohatých příznivců fotografie, neboť ti viděli jeho patent jako překážku ve svém fotografickém konání. Talbot podal žalobu proti Larochovi na 5 tisíc liber, ale žaloba se nezdařila. Nicméně, Larochovi byly ponechány k úhradě soudní náklady asi 500 liber. Soud svým výrokem v roce 1854 Talbotův patent zrušil. Prohraný soudní spor u Talbota vyvolal velké zdravotní problémy, Talbot omezil své výzkumy a věnoval se pouze fotografování.

### Vynález procesu kalotypie

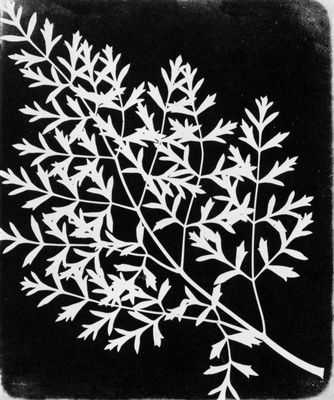
Fotogenická kresba, cca 1839

Již v roce 1819 objevil John Herschel schopnost thiosíranu sodného rozpouštět halogenidy stříbra a informoval o tom svého přítele Talbota. Tato chemikálie byla pak využita k ustalování fotografií.
Talbot prováděl fotografické experimenty již od roku 1834 a využíval poznatky svých přátel – chemiků Johna Herschela a Thomase Wedgwooda. Talbot roku 1835 vynalezl nejprve metodu nazvanou „Photogenic Drawing“ (fotogenická kresba). Na papír kladl květiny, části rostlin z herbáře a jiné ploché předměty. Negativní obraz svých stínokreseb mohl převést okopírováním na obraz pozitivní. Roku 1835 si vyrobil vlastní fotoaparáty s velkými čočkami, kterým jeho příbuzní říkali pasti na myši. O čtyři roky později metodu fotogenické kresby vylepšil. Běžný kreslící papír se natřel roztokem dusičnanu stříbrného, osušil se, namočil do jodidu draselného a byl opět usušen. Těsně před upotřebením se papír zcitlivil roztokem dusičnanu a kyselinou gallovou. Pak se papír vyvolával při světle svíčky. Pozitiv se získal kopírováním, přičemž různá doba kopírování měla vliv na barevný tón pozitivu od karmínové a purpurové po hnědočernou. V roce 1835 se mu podařila fotografie jeho okna v Lacock Abbey o velikosti 25 x 25 mm. Zrodil se první negativ na světě.
Kalotypie poprvé umožnila rozmnožování snímků procesem negativ – pozitiv, obrázky byly méně zranitelné, výroba levnější a je možné ji považovat za největší přínos pro fotografii. Na základě jeho pokusů zavedl John Herschel pojmy negativ, pozitiv a fotografie.
Talbot shrnul svou práci do několika vět:
„Netvrdím, že umění má být dovedeno k dokonalosti, ale něco jsem sám začal. Tyto hranice nejsou dnes ještě dosaženy. Zvyšuji nároky, aby toto umění bylo nakonec postaveno na pevných základech.“
Talbotův vynález se stal populární také v Čechách. Český fotograf Josef Krtička nazýval roku 1847 své kalotypie „oblesky na papíře“, M. V. Lobethal zase „světelné obrazy na papíře“. O kalotypii se zmiňoval také lékař Dr. Václav Staněk (1804–1871).
| „                                       | Myslím, že ty snímky, které dělá ve Francii Daguerre, se zcela podstatně liší od anglické heliografie. | “ |
| — Konstantin Vladimirovič Čibisov, 1987 | |   |

Výsledné obrázky měly hnědou barvu, ve srovnání s daguerrotypií byly kalotypie o něco méně ostřejší a s méně podrobnostmi. Díky papírové podložce byly však levnější než měděné desky.
Tento princip zpracování snímků se stal základem všech významných fotografických procesů zhruba od roku 1860 na více než 130 let. Před tímto objevem dominoval proces daguerrotypie a po něm přišla po roce 1990 na řadu až digitální fotografie.

### Tužka přírody

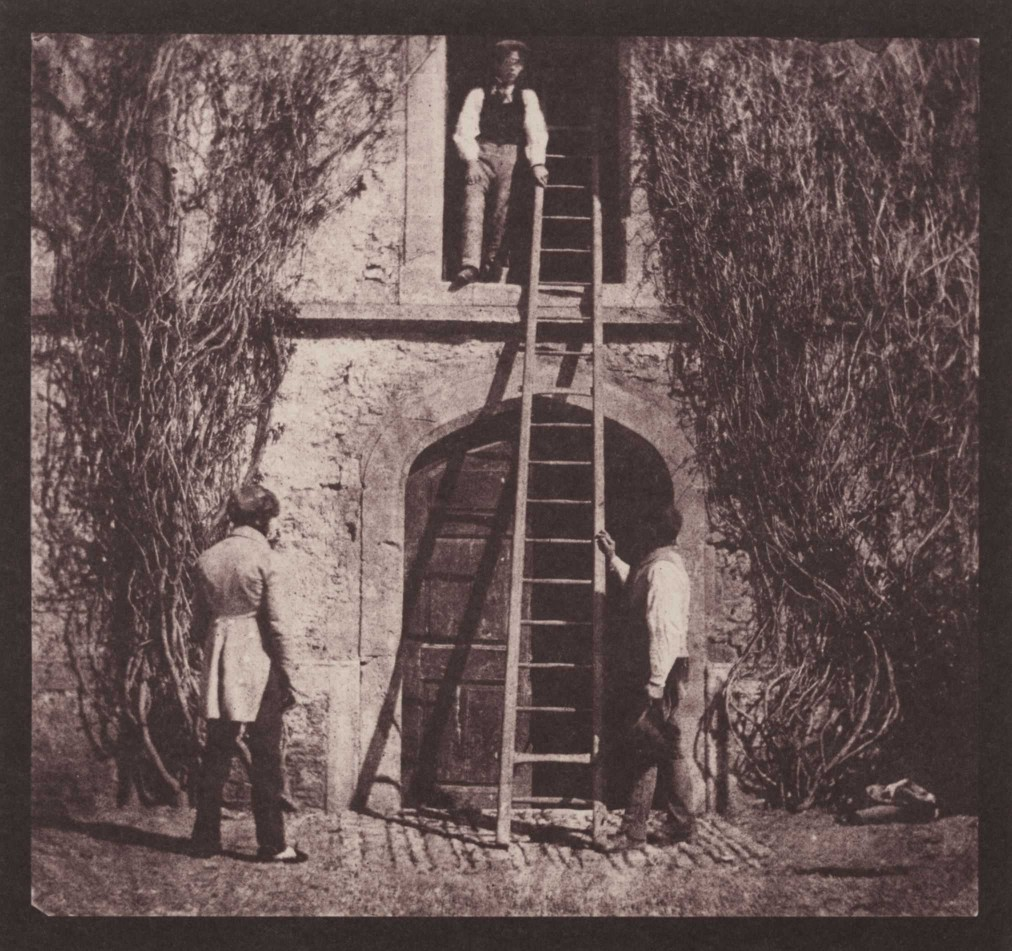
Žebřík, tabulka XIV z díla Tužka přírody, 1844

Tužka přírody (anglicky The Pencil of Nature) bylo Talbotovo fotografické dílo zveřejněné v šesti (nebo v sedmi) vydáních v letech 1844 a 1846. Byla to vůbec „první fotograficky ilustrovaná kniha, která byla komerčně publikována“ někdy je také označována jako „první komerčně publikovaná kniha ilustrovaná fotografiemi“. Je považována za důležitou a vlivnou práci v dějinách fotografie. Knihu vydala společnost Longman, Brown, Green & Longmans v Londýně a obsahuje popis procesu kalotypie včetně 24 ručně zhotovených kalotypických tisků na slaném papíře. Každý z nich je podlepen silnějším kartonem a slouží k ilustraci některé z možných aplikací nové technologie. Talbot ve své dílně vyrobil celkem 2500 kopií této knihy.
Vzhledem k tomu, že fotografie v té době byla ještě velmi mladou novinkou a mnoho lidí nebylo obeznámeno s koncepcí, Talbot cítil potřebu vložit do své knihy také informace o principu fotografování: Desky v tomto albu jsou vytvořeny působením samotného světla, bez jakékoli pomoci umělcovy tužky. Jsou to obrazy samotného slunce, a ne – jak si někteří lidé představují – napodobující rytiny.
Tužka přírody byla vydána a prodávána jako jedna složka bez pevné vazby. Talbot plánoval velký počet vydání, ale kniha velký komerční úspěch neměla a tak musel svůj projekt ukončit po šestém vydání.
| „                                | Znám málo věcí v oblasti vědy, které ohromí víc, než pozvolné objevování se obrazu na bílém papíře | “ |
| — William Henry Fox Talbot, 1844 | |   |

### Další vědecké práce

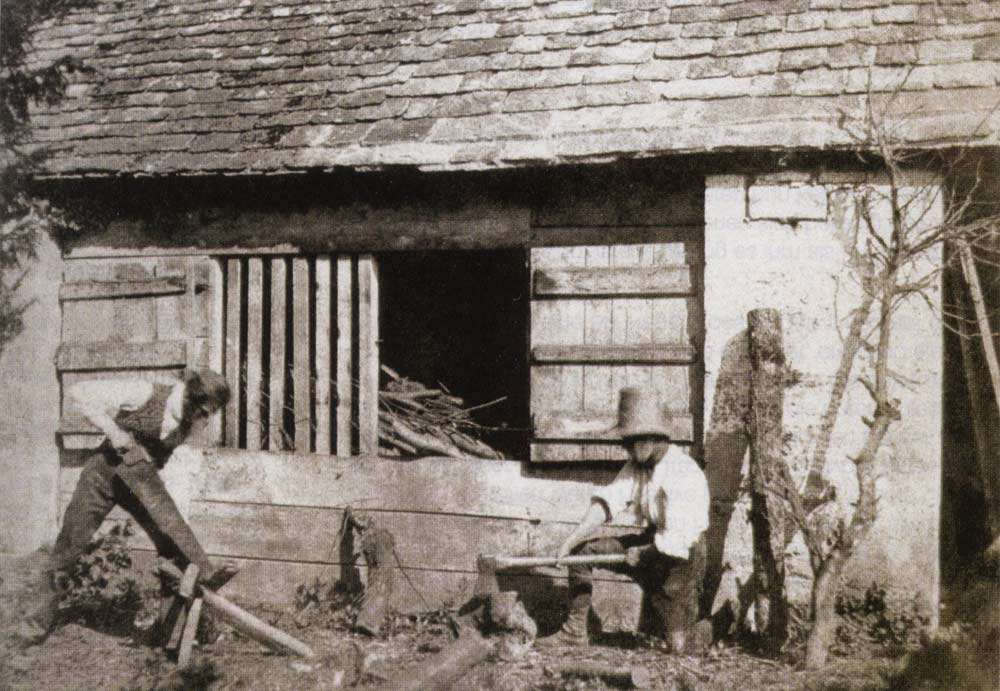
Truhlář v Lacocku, kalotypie, cca 1843

Talbotovy vědecké zájmy a schopnosti byly velmi univerzální. V tomto ohledu byl kombinací nadaného amatéra, v 18. století velmi rozšířeném fenoménu, avšak s rostoucími nároky na profesionalitu budoucího 19. století. Byl členem Královské astronomické společnosti a Royal Society, měl čestný doktorát univerzity v Edinburghu, obdržel 12 patentů v různých oblastech, publikoval osm knih a více než 100 článků v časopisech. V několika oblastech poznání je jeho jméno spojováno s konkrétními výsledky výzkumu – v matematice „Talbotova křivka“, ve fyzice „Talbotův efekt“ a „Talbot“ je také jednotka množství světla, přesněji jednotka veličiny světelné energie viditelného záření – lumensekunda (lm.s), v psychologii „Talbotův zákon“, v botanice existují dva druhy, které jsou pojmenovány po něm a v astronomii nese jeho jméno měsíční kráter.
V matematice dosáhl významných výsledků v oblasti eliptických integrálů a teorie čísel, které se opíraly o práci Eulera, Legendra, Jacobiho a Abela.
V roce 1831 byl zvolen za své matematické práce jako člen Královské společnosti.
Poté, co se v padesátých letech zdravotně zotavil, zkoušel Talbot nový způsob spolehlivé reprodukce fotografií. Uvědomil si, že fotochemický proces založený pouze na základě stříbrných solí nepřinese nikdy zcela uspokojivé výsledky. Výsledkem jeho zkoumání byl nový druh gravury, která mohla být použita k výrobě konvenčních tisků. Do roku 1858 se mu podařilo v Edinburghu vytvořit centrum pro polygrafický průmysl, zpracování a testování, které pojmenoval „Photoglyphe Gravur“. Pro svého přímého předchůdce moderního hlubotisku získal patent a na mezinárodní výstavě v Londýně v roce 1862 medaili. V pokročilém věku se díky intenzivnímu studiu kvalifikoval pro to, aby se stal mezinárodně uznávaným odborníkem na starověké perské klínové písmo, překládal důležité texty, a byl povolán Královskou asijskou společností jako znalec, aby se podílel na výzkumu v této oblasti s britským archeologem a diplomatem Henry Rawlinsonem.

### Zastoupení ve sbírkách
Instituce Art Institute of Chicago v Illinois, USA vlastní ve svých sbírkách fotografii Two Plant Specimens z roku 1839.

### Talbotovy publikace
- The Pencil of Nature (Tužka přírody). Londýn: Longman, Brown, Green and Longmans, 1844.
- Sun Pictures in Scotland (Sluneční obrazy Skotska). Londýn: [s.n.], 1845.

### Galerie

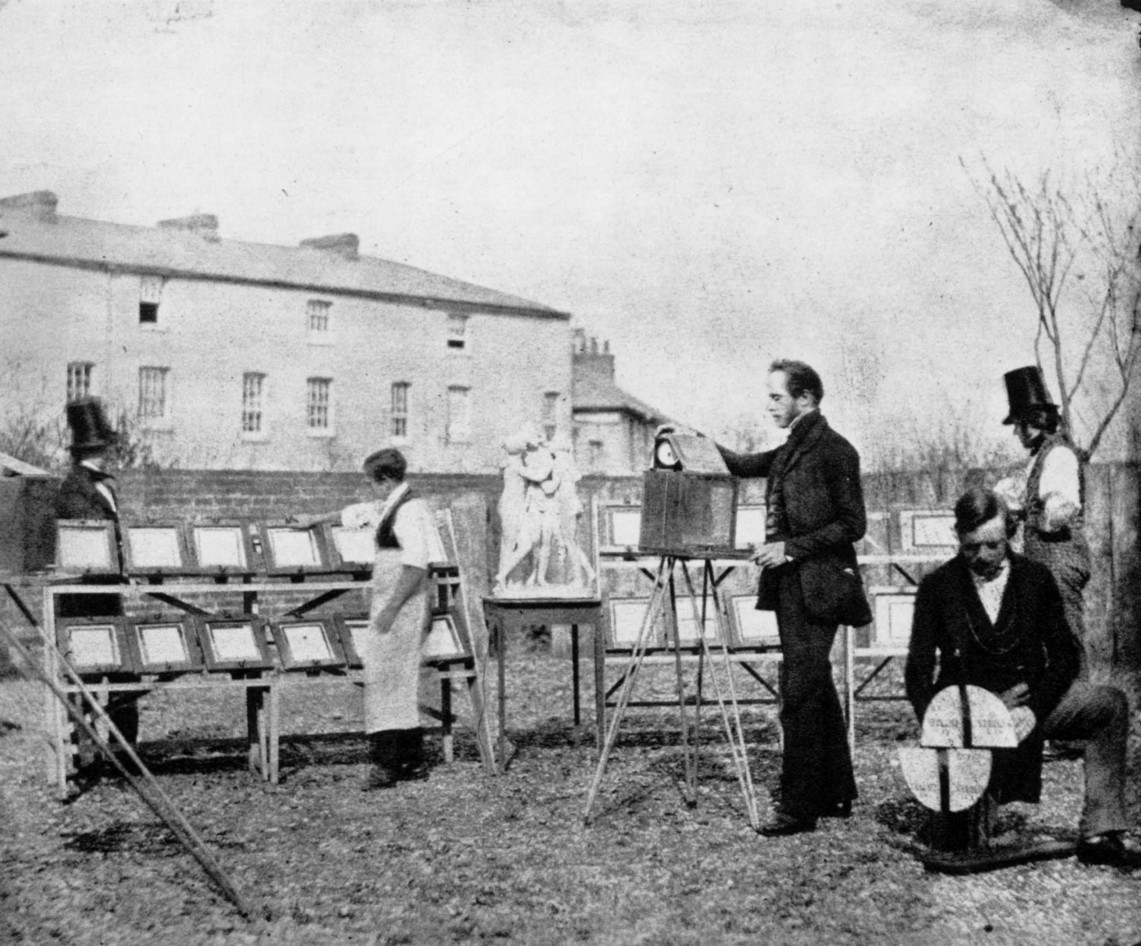
Venkovní ateliér v Readingu, kalotypie, cca 1845.
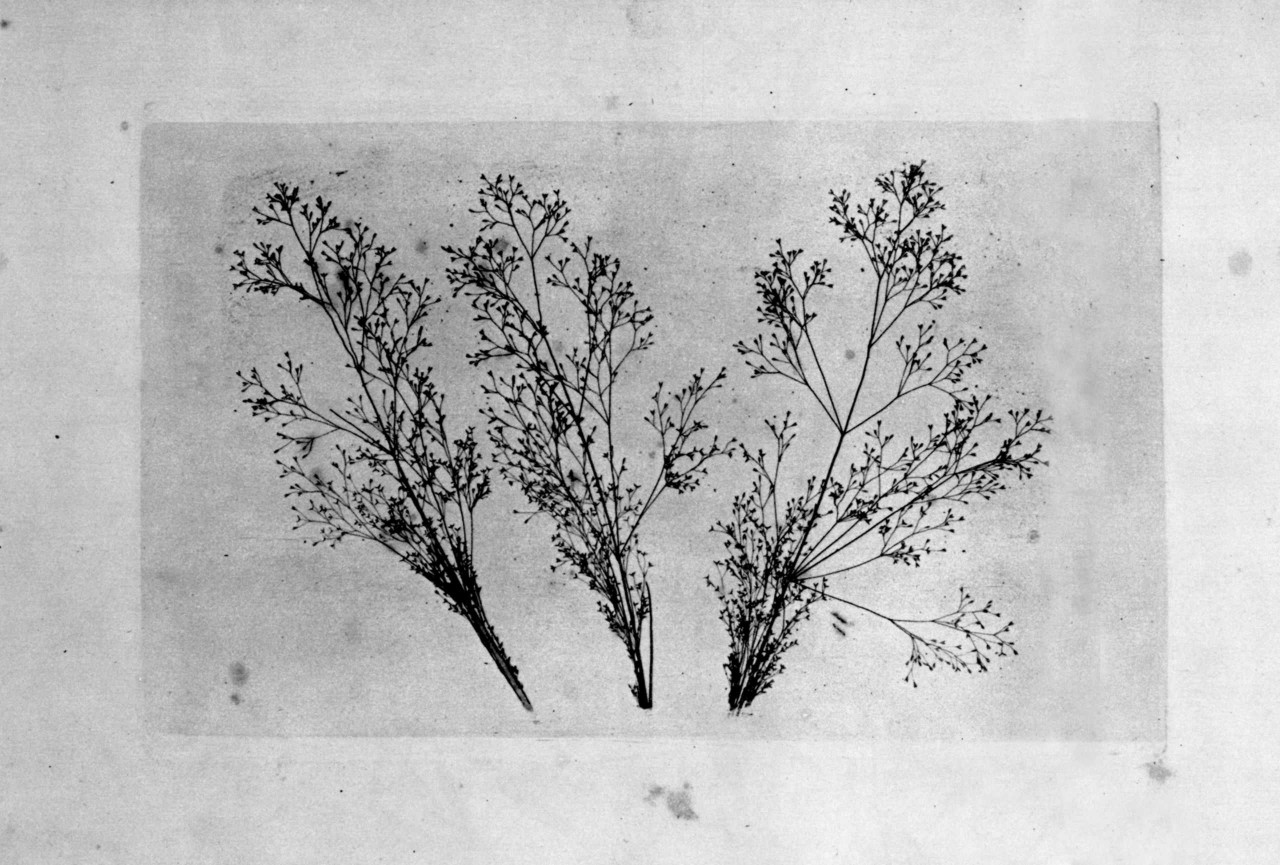
Fotoglyptická gravura, po r. 1850.
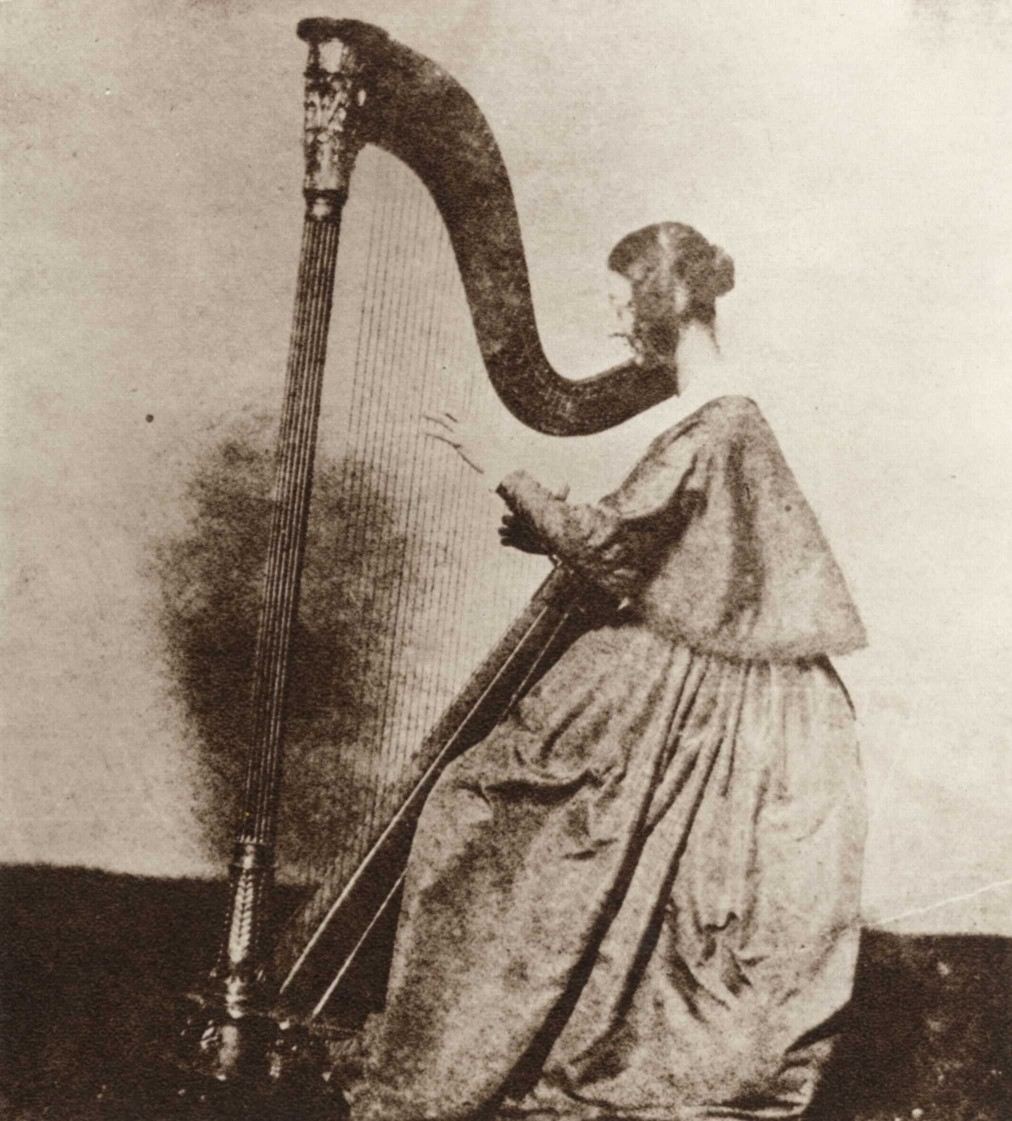
Horatia Feildingová s harfou, Talbotova nevlastní sestra, okolo 1842.
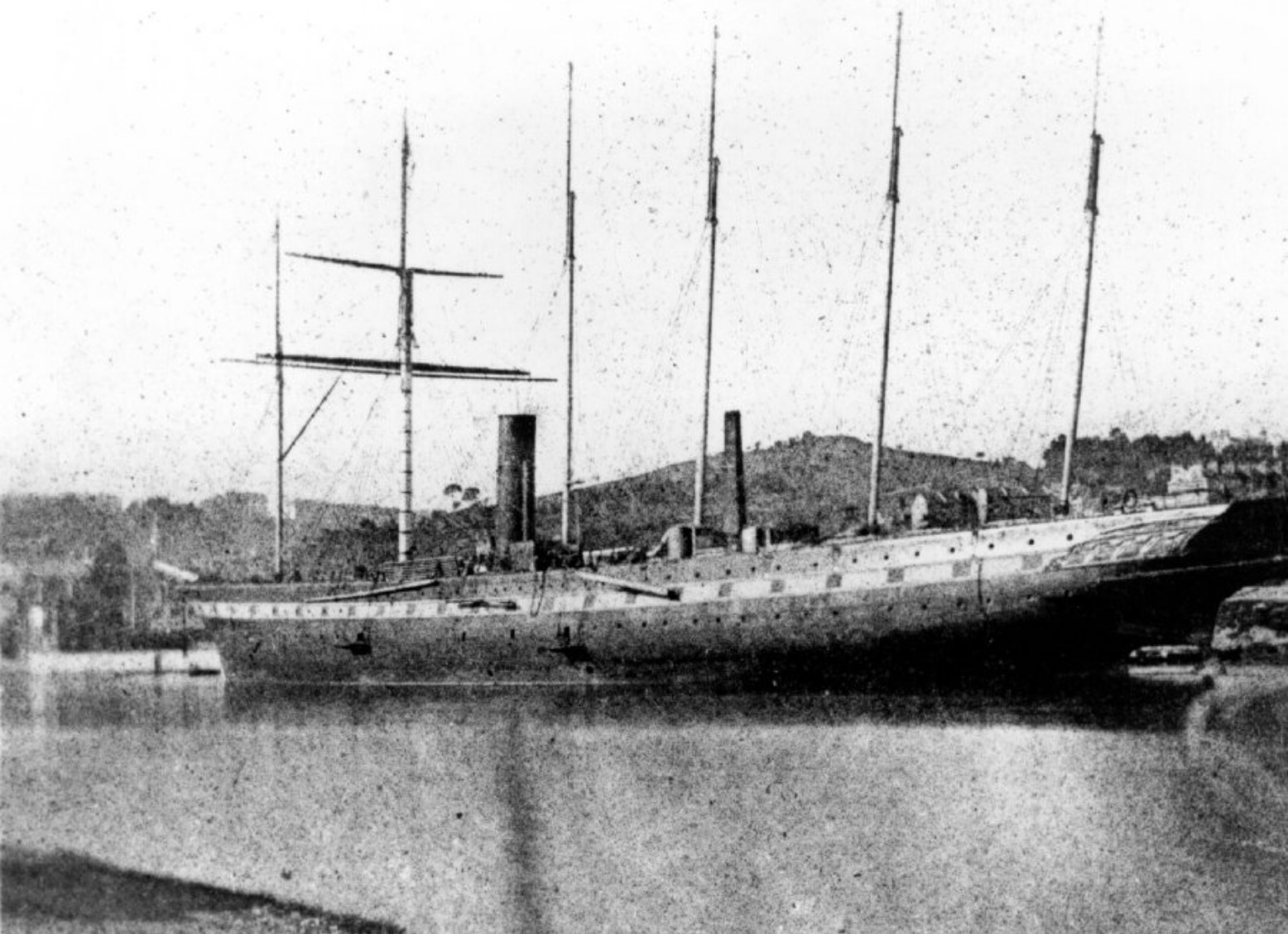
První fotografie lodi z dubna 1844. Jedná se o loď SS Great Britain krátce po spuštění v kanálu Cumberland Basin.